# Славица Екълстоун
Славица Екълстоун (Slavica Ecclestone), с моминско фамилно име Славица Радич, е милиардерка от Хърватия.
Прави международна кариера на манекенка на видни световни модни агенции, включително на Джорджо Армани. Омъжва се за британеца Бърни Екълстоун - президент на ФИА. От брака си (1985 до 2009) имат 2 дъщери – Тамара, родена през 1984 г., и Петра, родена през 1988 г.
Оглавява класацията на британския вестник „Сънди Таймс“ (Sunday Times) на най-богатите разведени, след като получава от развода състояние, оценено на 740 милиона британски лири.